# Roger Adrià
Roger Adrià Oliveras (ur. 18 kwietnia 1998 w Barcelonie) – hiszpański kolarz szosowy.

## Osiągnięcia
Opracowano na podstawie:

2017
- 1. miejsce w klasyfikacji młodzieżowej Volta a Portugal do Futuro

2018
- 2. miejsce w mistrzostwach Hiszpanii U23 (jazda indywidualna na czas)

2020
- 1. miejsce w klasyfikacji młodzieżowej Tour de Serbie
- 3. miejsce w Giro della Regione Friuli Venezia Giulia

2021
- 3. miejsce w Prueba Villafranca-Ordiziako Klasika

2022
- 1. miejsce na 2. etapie Route d’Occitanie

2023
- 3. miejsce w Classic Grand Besançon Doubs

## Rankingi
| Rok             | 2017  | 2018  | 2019  | 2020 | 2021 | 2022 | 2023 | 2024 |
| --------------- | ----- | ----- | ----- | ---- | ---- | ---- | ---- | ---- |
| World Ranking   | 2641. | 1880. | 2036. | 705. | 229. | 407. | 171. | 71.  |
| UCI Europe Tour | 1802. | 1249. | 1329. | 565. | 196. | 327. | -    | 56.  |
|                 |       |       |       |      |      |      |      |      |
| Źródło: UCI     |       |       |       |      |      |      |      |      |